# Margherita Sanna
Margherita Sanna (Orune, 13 febbraio 1904 – Orune, 19 marzo 1974) è stata una politica italiana, tra le prime sindache d'Italia.

## Biografia
Margherita Sanna è nata in Orune il 13 febbraio 1904 in una famiglia di pastori molto numerosa. Nel 1930 consegue il titolo di diploma in contabilità a Sassari; ottiene un lavoro in una banca, ma le viene preferito un uomo, sebbene lei lo precedesse in graduatoria. 
Per seguire il suo sogno di diventare insegnante, si reca a Cagliari e, nel 1935, consegue il diploma di maestra elementare. 
Negli anni seguenti si dedica al suo lavoro di docente. Nel 1939, per continuare l'attività di insegnamento, si iscrive al Partito Nazionale Fascista ma è fin da subito contraria alle idee e alla politica di Mussolini. 
Fu molto attiva nell'Azione Cattolica e nel 1943 scontò due mesi nel carcere di Buoncammino a Cagliari per spionaggio in favore degli alleati inglesi. Dopo la fine della Seconda Guerra Mondiale, il 7 aprile 1946 fu eletta sindaco di Orune, dove morì il 19 marzo 1974, a 70 anni.

## Carriera politica
Margherita Sanna è stata eletta sindaco il 7 aprile 1946, incarico che detenne fino al 1956 e poi, nuovamente, dal 1964 fino al 1966, anno in cui ha presentato le sue dimissioni per motivi di salute. Precedette di poche settimane l'elezione di Ninetta Bartoli, sarda a sua volta. 
Nel 1956 fu anche consigliera provinciale, ricoprendo l’incarico di Assessora all’assistenza per due legislature. Particolarmente rilevante fu la sua lotta per l'emancipazione femminile. Sotto il suo mandato, si ebbero: la costruzione di un lavatoio municipale, la creazione di un ambulatorio pediatrico e l'istituzione di un asilo.
Creò nuove opportunità di lavoro per il suo paese, realizzando la prima società cooperativa di pastori della Sardegna, in collaborazione con Ennio Delogu. Tra le sue principali iniziative si annovera la mensa scolastica, l'inizio dei lavori di riforestazione e l'installazione della pineta di Cucumache.
Il suo attivismo preoccupò il regime fascista, che la inscrisse nel Dizionario Biografico degli antifascisti di Sardegna.
“Ho sempre fermamente voluto che ognuno sia cosciente della propria autonomia di pensiero e sono convinta che dal confronto e dal dibattito nasca la democrazia”.

## Margherita Sanna nella letteratura
Carlo Levi la citò nel libro Tutto il miele è finito:
"Dal municipio - siamo nel 1952 - uscì una donna dai capelli grigi, avvolta in uno scialle da contadina: era il sindaco di Orune".
Nel 2008 il comune di Orune, con il patrocinio della provincia di Nuoro, ha pubblicato un libro chiamato “Sa Sindachessa Margherita Sanna” incentrato sulla sua vita.
Mario Cherchi le dedicò il poema “Po Margherita Sanna” il 16 di dicembre del 2016.